# Final Fantasy VIII
Final Fantasy VIII (яп. ファイナルファンタジーVIII файнару фантадзи: эйто) — японская ролевая игра, разработанная компанией Square и выпущенная в 1999 году как восьмая номерная часть серии Final Fantasy. Изначально выходила на четырёх компакт-дисках для приставки PlayStation, но год спустя была адаптирована для персональных компьютеров с операционной системой Microsoft Windows с одним дополнительным установочным диском. В 2009 году к своему десятилетию переиздана в виде скачиваемого контента для сервиса PlayStation Network.
Это первая игра серии, в которой реализованы реалистичные пропорции тел персонажей. Кроме того, здесь, в отличие от предыдущих частей, отсутствуют традиционные магические очки, требующиеся для колдовства заклинаний. Действие сюжета игры происходит в вымышленном мире, выполненном в антураже альтернативной современности с вкраплениями научной фантастики и фэнтези-элементов. Главный герой — Скволл Леонхарт, замкнутый в себе студент военной академии, обучающийся для того, чтобы стать членом отряда SeeD — подразделения элитных наёмников. Ему вместе с группой единомышленников предстоит отбросить детские страхи и стать лидером команды, решающей судьбу мира.
Разработка восьмой части стартовала в 1997 году одновременно с началом перевода Final Fantasy VII на английский язык, и авторский состав по сравнению с прошлой частью практически не претерпел изменений. Игровая пресса встретила игру в основном положительно, так, японский журнал Famitsu поместил её на 22-е место своего списка величайших игр всех времён. С коммерческой точки зрения Final Fantasy VIII тоже сопутствовал успех, она занимала первые позиции в чартах многих стран, а в Северной Америке за тринадцать недель после релиза собрала с продаж более 50 млн долларов. В соответствии с данными, опубликованными компанией в марте 2003 года, мировые продажи игры составляют 8,15 млн копий.

## Игровой процесс
Основные элементы игрового процесса Final Fantasy VIII унаследованы от игры-предшественницы Final Fantasy VII, где все действия условно подразделялись на три обособленных режима: путешествие по карте мира, исследование локаций и участие в сражениях. Карта мира отображается в трёхмерной графике, на неё схематично нанесены локации, рельеф, растительность и другие топографические особенности. Персонажи передвигаются по карте пешком, на машине, поездом, верхом на чокобо или же внутри воздушного корабля. Локации представляют собой двухмерные пререндерные изображения различных мест, таких, например, как города и пещеры, на них присутствуют некоторые объекты и неигровые персонажи, с которыми герои взаимодействуют в процессе прохождения игры. Когда управляемые игроком герои встречаются с врагом, происходят сражения, которые так же, как и карта мира, полностью трёхмерны. Во время сражений игровые персонажи противостоят неким управляемым компьютером врагам, ходы осуществляются в соответствии с системой «битвы в реальном времени» (англ. Active Time Battle), впервые применённой ещё в Final Fantasy IV. Побеждает, за исключением нескольких случаев, та сторона, которой раньше удаётся отнять все жизненные очки оппонентов (монстров или других персонажей). Интерфейс в целом остался прежним, управление осуществляется посредством игрового меню с дизайном, заимствованным из предыдущих частей серии. Существенным отличием от Final Fantasy VII явилось полное отсутствие системы экипируемых оружия и доспехов — вместо них появилась так называемая «система привязок» (англ. Junction System).

### Система привязок

Пример сражения в Final Fantasy VIII, игрок выбирает из доступных команд персонажа

Для Final Fantasy VIII Хироюки Ито разработал новую боевую систему, в основу которой легло использование огромных призываемых существ, называемых «хранителями» (англ. Guardian Forces или сокращённо GF). Игрок «привязывает» определённых хранителей к определённым героям, в результате чего последние получают различные умения (в том числе и возможность призывать этих существ во время боя), а также прирост к базовым характеристикам: силе, защите, скорости и т. д. Если в предыдущих играх Final Fantasy использование магии было ограничено магическими очками, то теперь заклинания исчисляются в штуках — персонажи находят их во время исследования игрового мира, извлекают из встречающихся монстров и преобразуют из других вещей, накапливая подобно предметам инвентаря (каждый герой может иметь по 100 заклинаний одного вида). При этом функции магии не ограничиваются только лишь колдовством во время сражений — с помощью хранителей заклинания могут быть «привязаны» к героям с целью увеличения персональных показателей и появления дополнительных эффектов. Например, если привязать магию огня к атаке персонажа, то обычный удар мечом кроме физических повреждений будет причинять врагу ещё и повреждения огнём. Хранители в ходе игры получают опыт и выучивают различные умения. Разнообразие и гибкость системы привязок даёт тот факт, что игроку приходится, во-первых, разными способами распределять хранителей между персонажами в поисках наилучшей комбинации способностей; во-вторых, распределять между этими способностями имеющуюся магию; и, в-третьих, выбирать, какие из полученных умений будут применяться в бою (то есть выстраивать боевую тактику). Кроме того, геймплей дополняет сама необходимость искать новых хранителей в ходе игры и развивать их.
После победы в сражениях персонажи по-прежнему набирают очки опыта и растут уровнями, повышая тем самым персональные характеристики. Существенное отличие от предыдущих игр состоит в том, что с ростом уровней героев теперь увеличиваются и уровни всех окружающих монстров. Чем выше уровень находящихся в отряде бойцов, тем более сильные противники попадаются им на пути, поэтому простой гриндинг здесь перестаёт быть эффективным, и превосходство над врагами достигается только с помощью системы привязок хранителей и магии. Сила персонажа в наибольшей степени зависит не от его уровня, а от силы привязанных к нему хранителей и накопленной магии. Хранители, кроме того, заместили собой систему экипировки — из экипируемых предметов осталось только оружие, и то находится оно у персонажей на протяжении всей игры, в процессе прохождения может быть лишь усовершенствовано, но не заменено на другое. От различных модификаций оружия зависят его сила, внешний вид и «прорывы предела».

### Прорывы предела
Так же как и в седьмой части серии, в восьмой каждый персонаж обладает так называемыми «прорывами предела» (англ. Limit Breaks) — это уникальное состояние героя, при котором он способен наносить необычайно мощные уникальные атаки. В отличие от седьмой части, где подобное состояние зависит от количества полученного урона, здесь оно наступает при достижении персонажем критического уровня здоровья. Похожая система существовала ещё в Final Fantasy VI, там предельное состояние тоже возникало в зависимости от оставшихся жизненных очков того или иного героя. В случае необходимости игрок посредством магии «Аура» может вызвать прорыв искусственно, а противники, в свою очередь, специальными заклинаниями могут лишить персонажа такой возможности. Впервые в серии процесс исполнения предельных ударов наделён интерактивными элементами — во время протекания некоторых приёмов требуется нажимать определённые кнопки геймпада, при этом эффективность напрямую зависит от реакции и сноровки игрока.

## Сюжет
Все события Final Fantasy VIII происходят в рамках вымышленного мира, который выполнен в антураже альтернативной современности с элементами научной фантастики и фэнтези, на некой безымянной планете с одной огромной луной на орбите. Сушу образуют, главным образом, два континента: Эстар в восточном полушарии и Галбадия в западном — бо́льшая часть игровых локаций располагается именно на их территории. Недалеко от северного полюса находится арктический регион Трабия, в центральной части есть небольшой континент Баламб, а ближе к югу — безлюдный островной архипелаг Центра. Особенностью игрового мира выступает необычное природное явление, так называемый «лунный плач», в ходе которого монстры, обитающие на луне, собираются в цельную массу и непрерывным потоком устремляются на поверхность планеты. Лунный плач случается раз в тысячу лет, и во время прошлого его пришествия была уничтожена целая цивилизация. Помимо государств с городами и сёлами важную роль в структуре мира играют «сады», независимые военные академии, занимающиеся подготовкой элитных бойцов-наёмников под кодовым именем SeeD, которые за деньги выполняют самые опасные задания.

### Персонажи

Главные герои игры. Слева направо: Зелл, Квистис, Скволл, Риноа, Сельфи и Ирвин. Концептуальный рисунок художника Тэцуи Номуры

Всего в игре задействованы шестеро основных игровых персонажей. Главным героем является юный выпускник военной академии по имени Скволл Леонхарт, замкнутый в себе одиночка, успехами на службе пытающийся подавить внутреннюю уязвимость. В качестве оружия он использует так называемый «ганблейд», одновременно сочетающий в себе свойства пистолета и меча. Позже к отряду присоединяются инструктор из той же академии Квистис Трип, ответственная и терпеливая специалистка по боевому кнуту; такой же выпускник Зелл Динч, мастер рукопашного боя и большой любитель хот-догов; студентка из другой академии Сельфи Тилмитт, неунывающая молодая особа, сражающаяся нунчаками; глава повстанческой организации Риноа Хартилли, крайне эмоциональная и непостоянная девушка, которая применяет необычное оружие, напоминающее закреплённый на руке арбалет, стреляющий возвращающимся лезвием-бумерангом; последним членом отряда становится Ирвин Киннеас, наёмник с ружьём, имеющий слабость к женщинам. В ходе прохождения под контроль игрока несколько раз попадают солдаты Лагуна, Кирос и Вард, также на отдельных этапах доступны антагонисты Сайфер и Эдея.

### История
Игра начинается с поединка между двумя студентами сада Баламб — Скволлом и Сайфером; обычная спарринг-тренировка оборачивается яростным боем, в пылу сражения заклятые соперники ранят друг друга и попадают в лазарет. Обоим в скором времени предстоит пройти последний экзамен, тяжёлое испытание, после которого они смогут получить звание SeeD, стать частью элитного подразделения академии. Тем временем поступает заказ от небольшого герцогства Доллет, просьба защитить их от вторжения милитаристского государства Галбадия. Вместе со своим инструктором Квистис главный герой выполняет небольшое предварительное задание и в одной группе с Сайфером и другим студентом Зеллом отправляется в зону боевых действий. Назначенный лидером группы Сайфер нарушает приказ удерживать вверенную им позицию и отправляется сражаться с врагами, тогда как к оставшимся персонажам временно присоединяется девушка Сельфи, студентка дружественного сада Трабия. После завершения операции Скволл, Зелл и Сельфи удостаиваются звания SeeD, но Сайфер за нарушение субординации получает лишь строгий выговор. Вечером на выпускном балу Скволл знакомится и танцует с Риноа, совершенно противоположной по характеру девушкой, открытой и общительной. Наутро трое выпускников, став элитными наёмниками, едут выполнять своё первое полноценное задание в оккупированный галбадианцами город Тимбер, где должны содействовать местной повстанческой организации. Вместе с главой повстанцев Риноа они пытаются захватить президента Галбадии. Попытка оканчивается неудачей, а вскоре выясняется, что военная агрессия страны вызвана приближённой к президенту колдуньей по имени Эдея. Герои, заручившись поддержкой Ирвина, снайпера из союзного сада Галбадия, по приказу руководства предпринимают попытку убийства колдуньи, но в итоге не могут противостоять её силе и поверженные попадают в тюрьму. Кроме того, становится известно, что Сайфер присоединился к Эдее и после смерти президента стал вторым по влиятельности человеком в стране.
Сады остаются единственной силой, способной противостоять колдунье, поэтому она отдаёт приказ уничтожить их мощными ракетными залпами. Герои совершают побег из тюрьмы и решают разделиться на две группы: отряд во главе со Скволлом возвращается в Баламб, чтобы предупредить и эвакуировать людей, в то время как отряд Сельфи с целью диверсии берёт курс на ракетную базу. Диверсанты ликвидируют базу, но военным всё-таки удаётся запустить ракеты — сад Трабия уничтожен, и та же участь ждёт сад Баламб. Скволлу, попутно разрешающему конфликт с хозяином сада Норгом, в последний момент удаётся активировать секретный защитный механизм и уберечь сад от удара, но тот, оторвавшись от земли, становится неуправляемым и вскоре терпит крушение рядом с небольшим рыбацким городком. Пока местные механики занимаются починкой сада, Галбадия ищет некую Эллону, таинственную девушку, недавно замеченную в Баламбе. Встретившись с ней, Скволл находит объяснение странным снам, виденным в последнее время, — Эллона с помощью своих ментальных способностей пыталась перемещать сознание персонажей на 17 лет в прошлое, чтобы они исправили какие-то события. Во сне герои наблюдали эпизоды из жизни некого Лагуны и его друзей. Сначала он служил солдатом в галбадианской армии, после ранения жил в небольшой деревушке, потом отправился путешествовать по миру, став журналистом, и наконец возглавил сопротивление в огромном восточном государстве Эстар, одолел захватившую власть колдунью Адель и был избран президентом этой страны. Однако попытки Эллоны изменить прошлое не увенчались успехом, персонажи могли лишь наблюдать происходившее.
Глава сада Сид назначает Скволла главнокомандующим, герой переживает, что не справится с такой колоссальной ответственностью, и, помимо всего прочего, замечает в себе необъяснимую привязанность к Риноа. Посетив развалины сада Трабия, персонажи неожиданно вспоминают, что в детстве все они, в том числе Сайфер и Эллона, воспитывались в одном и том же приюте, а настоятельницей там была Эдея, но давным-давно судьба разбросала их по всему миру, и воспоминания о детстве утратились. Ещё более неожиданным становится известие о том, что Сид и Эдея на самом деле приходятся друг другу мужем и женой, это именно они когда-то инициировали строительство садов, чтобы те противостояли появляющимся злым колдуньям. Между садами Баламб и Галбадия происходит сражение, Скволл побеждает Сайфера, с которым, как оказалось, враждует ещё со времён приюта, и вступает в бой с Эдеей. Выясняется, что Эдея всё это время находилась под контролем Ультимеции, могучей колдуньи из далёкого будущего, — она хочет активировать апокалиптический процесс сжатия времени, и для этого ей нужна обладающая телепатическими способностями Эллона. Герои побеждают в сражении, Эдея приходит в себя, но Риноа, унаследовав силу Ультимеции, впадает в кому. Не сумев разбудить возлюбленную, Скволл отправляется в Эстар разыскивать Эллону в надежде, что она перенесёт его в прошлое, и там можно будет спасти девушку.
Поиски Эллоны приводят Скволла на космическую станцию, но помочь волшебница ничем не может — прошлое изменить невозможно. Неожиданно Ультимеция берёт контроль над телом Риноа и освобождает из космической тюрьмы эстарскую колдунью Адель, намереваясь сделать её следующей своей инкарнацией. Тем временем на поверхности планеты Сайфер активирует так называемую Лунатическую пандору, гигантский механизм, инициирующий начало «лунного плача» — с помощью этого природного катаклизма Ультимеция, находясь в теле Адель, возвращается на землю. Скволл спасает оказавшуюся в открытом космосе Риноа и на заброшенном космическом корабле тоже покидает орбиту. Эстарцы опасаются, что в Риноа вновь пробудится злая колдунья, и запечатывают её в специально построенном саркофаге, однако Скволл не может жить без неё, поэтому силой забирает девушку из плена. Президент Лагуна просит у героев прощения за это недоразумение и озвучивает план профессора Одайна, с помощью которого можно одолеть недосягаемую Ультимецию. Он предлагает позволить колдунье вновь завладеть телом Риноа, при этом Эллона начнёт сжатие времени, в результате которого у персонажей появится возможность попасть в далёкое будущее, чтобы там победить настоящую Ультимецию. Отряд проникает внутрь Лунатической пандоры, побеждает Сайфера и едва пробудившуюся Адель, начиная воплощение своего плана.
Сжатие времени — необъяснимый катаклизм, когда все исторические периоды сливаются в одну точку — приводит к сюрреалистическим метаморфозам в мире, персонажи хаотично перемещаются в различных временных измерениях и в конце концов попадают в абстрактный мир Ультимеции, выглядящий, как парящий в воздухе средневековый замок. После победы над колдуньей мир постепенно возвращается в нормальное состояние, но Скволл продолжает путешествие во времени и перемещается в приют, где просит молодую настоятельницу Эдею посвятить жизнь строительству садов для сражения с колдуньей из далёкого будущего. В итоге всех путешествий герой оказывается в безвременье, бесконечной пространственной ловушке, из которой не может выбраться, но Риноа находит его там и возвращает в настоящее. В финальных сценах игры показывают рыбачащего в море Сайфера; Лагуну, вспоминающего о трагедии своей семьи, с дочерью Эллоной, которая тщетно пыталась эту трагедию исправить; праздничные гулянья в саду Баламб с участием всех персонажей; и Скволла с Риноа, целующихся на балконе при свете луны.

## Разработка
Создание Final Fantasy VIII началось в 1997 году, во время английской локализации Final Fantasy VII. Родоначальник серии Хиронобу Сакагути на тот момент был занят съёмками анимационного фильма «Последняя фантазия: Духи внутри», поэтому, как и в случае предыдущей части, выполнял роль лишь исполнительного продюсера, а руководство проектом вновь взял на себя Ёсинори Китасэ. Должность генерального продюсера занял Синдзи Хасимото, ответственным за боевую систему был назначен Хироюки Ито. Китасэ сразу же обозначил концепцию готовящейся игры, предложил художникам создать как можно более реалистичную атмосферу, одновременно с этим не лишённую фэнтезийности. Дизайнер персонажей Тэцуя Номура и художественный руководитель Юсукэ Наора получили установку воплотить мир похожий на «смесь будущего, реальной жизни и фантазии». Было решено отказаться от деформированных тиби-пропорций героев в пользу фотореалистичности, чтобы они были похожи на самых настоящих людей. Наора отмечал в интервью, что их команда занимается созданием «яркой, светлой Final Fantasy», для чего пришлось полностью отмести мрачную атмосферу предыдущей игры, в которой «свет лишь изредка пробивался сквозь тьму». Разработчики пришли к этой идее на достаточно раннем этапе производства, решение далось легко, так как до этого все они уже работали вместе при создании седьмой части и поэтому понимали друг друга буквально с полуслова. Чтобы подчеркнуть реалистичность движения персонажей, при создании видеороликов применялся метод захвата движения.

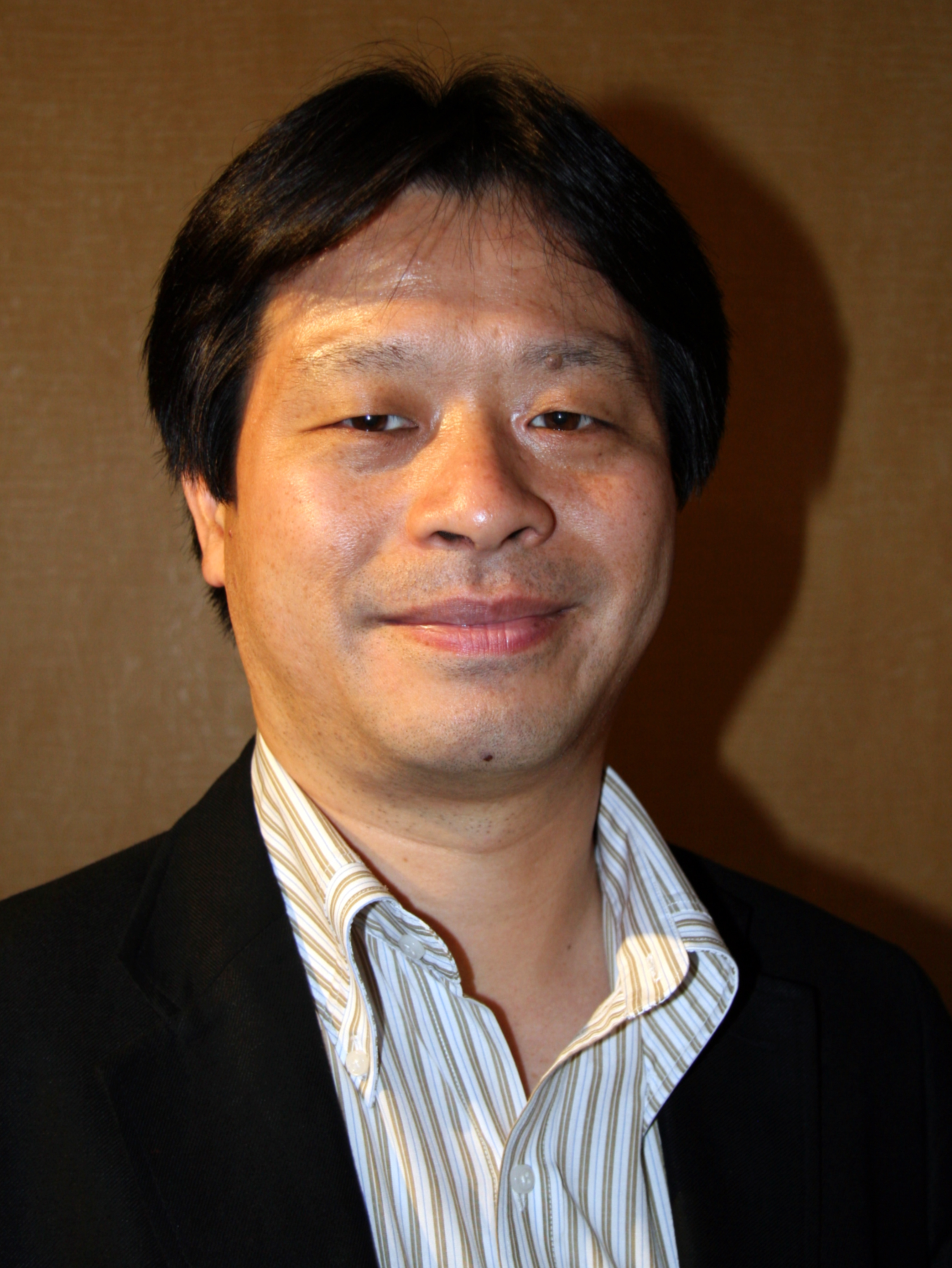
В отсутствие Сакагути разработкой игры руководил геймдизайнер Ёсинори Китасэ

По задумке Китасэ художники старались отразить в сеттинге различные иностранные культуры, больше европейские, чем традиционно японские. За основу дизайна локаций брались архитектура Древнего Египта и Древней Греции, а также французский город Париж как образец идеальной европейской цивилизации. Кроме того, большое внимание уделялось различным историческим фракциям и древним культурным обществам, некоторые элементы которых были перенесены в игру практически в неизменном виде. В то же время геймплей был дополнен коллекционной карточной мини-игрой Triple Triad, чисто японским развлечением. Над внешним видом хранителей работал главный дизайнер персонажей Тэцуя Номура. Он решил, что эти существа должны быть уникальными волшебными созданиями, без одежды и каких-либо других человеческих атрибутов. При всём при том, ему не хотелось, чтобы они получились похожими на обычных монстров, поэтому создание концептуальных рисунков отняло у него очень много времени и сил. Первым созданным хранителем стал Левиафан, будучи включённым в демонстрационную версию игры, он удостоился исключительно положительных отзывов, и, как следствие, остальных Номура продолжил рисовать в том же ключе.
Ещё на стадии подготовки Номура хотел отразить в игре атмосферу «школьных дней», и Нодзима склонялся к героям приблизительно одинакового подросткового возраста — смешавшись, эти две задумки воплотились в виде военных академий «садов». Также сценарист планировал показать отдельную группу старших персонажей во главе с Лагуной, чтобы их зрелость и выдержка контрастировали бы с молодостью и наивностью основного отряда, возглавляемого Скволлом. По мнению Нодзимы, игрок в ходе прохождения должен отождествлять себя с управляемым протагонистом, для усиления этого эффекта в седьмой части он сделал Клауда Страйфа максимально молчаливым, а в случае восьмой пошёл ещё дальше — позволил игроку в прямом смысле читать мысли главного героя, появляющиеся на экране в виде текста в полупрозрачных рамках.
10 июня 2019 года был анонсирован ремастер игры для платформ Nintendo Switch, PlayStation 4, Xbox One и Microsoft Windows.

## Музыкальное сопровождение
Музыку для саундтрека Final Fantasy VIII, как и в случае всех предыдущих частей, сочинил композитор Нобуо Уэмацу. При написании мелодий наибольшее внимание он уделял их эмоциональному содержанию, считая, что даже сами разработчики должны плакать во время прохождения своей игры. В качестве основы больше использовались концептуальные рисунки героев и локаций, нежели сценарий, поскольку первоначальные диалоги в процессе разработки несколько раз менялись и не давали полной картины происходящего. Если в прошлых играх Уэмацу обычно посвящал каждому игровому персонажу отдельную музыкальную тему, то в данном случае он заметил, что сюжет сфокусирован прежде всего на любви между Скволлом и Риноа — так появилась баллада «Eyes on Me». Эта песня в исполнении китайской поп-певицы Фэй Вонг была записана в Гонконге при участии симфонического оркестра и, будучи выпущенной в виде сингла, сама по себе стала довольно популярной, например, в одной только Японии было продано более 400 тысяч дисков с ней. Другая известная композиция саундтрека «Liberi Fatali», звучащая во время вступительной заставки, спета хором на латинском языке.
Оригинальный саундтрек на четырёх компакт-дисках в Японии был издан в марте 1999 года компанией DigiCube, в январе 2000 года при участии дистрибьютора Square EA состоялся релиз в Северной Америке, при этом альбом получил название Final Fantasy VIII Music Collection. Отдельно вышли диск Fithos Lusec Wecos Vinosec с избранными композициями в оркестровых аранжировках и альбом из серии Piano Collections, где все мелодии исполнены на фортепиано. Музыка из восьмой части неоднократно исполнялась вживую, так, в 2002 году на концерте 20020220 Music from Final Fantasy Токийский филармонический оркестр сыграл многие композиции оттуда, а конкретно «Liberi Fatali», «Don’t Be Afraid», «Love Grows» и «The Man with the Machine Gun»; в 2004 году в ходе тура Tour de Japon исполнялась мелодия «The Oath»; в трек-листе серии выступлений Dear Friends неизменно присутствовали композиции «Liberi Fatali» и «Love Grows»; год спустя в программе More Friends звучала «Maybe I’m a Lion». В 2006 году Уэмацу гастролировал с программой Voices, исполняя в том числе такие хиты как «Liberi Fatali», «Fisherman’s Horizon» и «Eyes on Me»; по сей день проходят концерты из серии Distant Worlds, где регулярно звучат наиболее популярные композиции Final Fantasy VIII, причём некоторые из них были изданы в формате аудиоальбомов. Отдельные мелодии исполнялись и на несвязанных с «Последней фантазией» выступлениях, например, в знаменитой серии концертов Play! A Video Game Symphony.

## Сопутствующие товары и прочие релизы
Через месяц после релиза игры в марте была опубликована книга Final Fantasy VIII Ultimania, содержащая полное прохождение, детальные описания монстров, персонажей, интервью с разработчиками и прочие дополнительные материалы. В сентябре вышел компакт-диск Final Fantasy VIII Desktop Accessories с дизайнерскими иконками, обоями для рабочего стола, заставками, приложениями для электронной почты и отдельной карточной игрой Triple Triad, в которую теперь стало возможным играть с друзьями по локальной сети. В ноябре компания выпустила книгу-оригами по игре. Также в 1999 году разработчики сделали техническое демо со сценой танцев на балу из восьмой части для демонстрации возможностей приставки следующего поколения PlayStation 2.
В 2000 году силами компании Eidos Interactive игра была портирована для персональных компьютеров с операционной системой Microsoft Windows. Как и в случае седьмой части, графика и звук подверглись некоторым изменениям, кроме того, в качестве дополнения к этой версии прилагалась мини-игра Chocobo World, ранее существовавшая лишь на устройствах PocketStation и никогда не выходившая за пределами Японии. В ней игрок исследует генерируемые случайным образом подземелья и находит разные предметы, которые потом можно перенести в инвентарь персонажей Final Fantasy VIII. PlayStation-версия восьмой части неоднократно переиздавалась, выходила в рамках серий Greatest Hits и Ultimate Hits, а в 2009 году стала доступной для скачивания в онлайн-сервисе PlayStation Network. В декабре 2012 года, помимо всего прочего, игра была выпущена в составе коллекционного набора Final Fantasy 25th Anniversary Ultimate Box, куда вошли 25 дисков со всеми номерными частями серии для различных консолей от Sony.

## Отзывы и продажи
| Сводный рейтинг       | Сводный рейтинг                               |
| Агрегатор             | Оценка                                        |
| --------------------- | --------------------------------------------- |
| GameRankings          | - 89,42 % (PS) - 79,50 % (PC) - 82,21 % (PS4) |
| Metacritic            | 90 %                                          |
| Иноязычные издания    |                                               |
| Издание               | Оценка                                        |
| CGW                   | 2 / 5 (PC)                                    |
| Edge                  | 9 / 10                                        |
| EGM                   | 95 / 100                                      |
| Famitsu               | 37 / 40                                       |
| Game Informer         | 9,5 / 10                                      |
| GameSpot              | 9,5 / 10 (PS) 6,7 / 10 (PC)                   |
| GameSpy               | 90 / 100 (PC)                                 |
| IGN                   | 9 / 10 (PS) 7,4 / 10 (PC)                     |
| Русскоязычные издания |                                               |
| Издание               | Оценка                                        |
| Game.EXE              | 3,5 / 5                                       |
| «Страна игр»          | 9 / 10                                        |
| Награды               |                                               |
| Издание               | Награда                                       |
| IGN                   | Best RPG of E3 1999                           |
| Computer Gaming World | 20th Best Game of 2000                        |
| IGN                   | 7th Best PlayStation Game                     |

Восьмая часть удостоилась положительных оценок со стороны игровой прессы и с коммерческой точки зрения была успешна. Игра стала бестселлером в Японии, США и Европе, причём в американском чарте поднялась до первого места уже через два дня после релиза и затем удерживала лидирующую позицию в течение трёх недель. На территории Северной Америки за тринадцать недель было продано более миллиона копий на сумму свыше 50 млн долларов, это несопоставимо высокая скорость продаж по сравнению с предыдущими частями серии, а на японском рынке статистика выглядит ещё более внушительной — за четыре дня компания отгрузила в магазины примерно 2,5 млн коробок. Всего к концу 1999 года мировые продажи превысили отметку в 6 млн, в то время как по последним имеющимся данным, опубликованным в марте 2003 года, во всём мире продано 8,15 млн Final Fantasy VIII, в том числе 3,7 млн в Японии и 4,45 млн в остальных странах. Японский журнал Famitsu на основании голосования читателей в 2006 году поставил её на 22-е место в списке величайших игр всех времён, тогда как портал Gamasutra два года спустя включил игру в число двадцати ключевых представительниц жанра JRPG.
Большинство обозревателей сошлись в том, что восьмая «Последняя фантазия» является отличным продолжением серии, хотя отдельные элементы геймплея некоторыми журналистами подвергались критике. В частности, такие издания как IGN и Electronic Gaming Monthly окрестили игровую механику «худшим элементом игры», назвав боевую систему скорее запутанной, нежели инновационной. Сцены призыва хранителей, по их мнению, невероятно кинематографичны, но из-за растянутости и необходимости многократного просмотра постепенно начинают утомлять. Американский журнал Official U.S. PlayStation Magazine раскритиковал систему привязок, заставляющую долго и нудно накапливать магические заклинания, однако британский Edge категорически не согласился с таким определением, похвалив идею о привязываемой магии, благодаря которой появляется множество вариантов усиления и развития персонажей. Положительно боевая система оценивается и в рецензии на сайте GameSpot: «Привязывание магии открывает поистине широчайшие возможности для кастомизации». В обзоре журнала «Мир фантастики» в качестве недостатка игры была выделена ролевая система, сочтённая слишком сложной.
Всеобщей похвалы удостоился сюжет Final Fantasy VIII, его называли выдающимся и захватывающим, автор обзора в Edge счёл рассказываемую игрой историю гораздо более завершённой в сравнении с седьмой частью. Вступительный видеоролик журналом Game Informer поставлен на второе место в списке лучших игровых заставок, тогда как портал IGN в таком же списке выдвинул его на первую позицию, а сайт GameSpy поместил эту сцену на 15-ю строчку своего перечня лучших кинематографических моментов из видеоигр. Концовку игры в IGN назвали третьей лучшей среди всех игр на PlayStation, при том что на сайте UGO.com эти финальные события причислили к наиболее памятным моментам всей серии. Журналом Electronic Gaming Monthly особенно выделен удачный дизайн персонажей, «лучший среди всех ролевых игр». К недостаткам в рецензии Edge отнесена огромная продолжительность повествования, из-за растянутости сценария диалоги перестают быть интересными, дополнительные сюжетные линии теряются, и резкие драматичные повороты истории со временем игрок попросту перестаёт воспринимать серьёзно. По мнению обозревателя сайта UGO.com, несмотря на имеющиеся в сценарии огрехи, Final Fantasy VIII остаётся «смелой, новаторской, определённо самой необычной консольной ролевой игрой из всех когда-либо созданных». В 2002 году редакция IGN поставила восьмую часть на седьмое место в списке величайших игр для PlayStation, отметив, что разработчики переняли многие удачные находки Final Fantasy VII и сделали их ещё более сильными.
Успехом среди критиков пользовалось и музыкальное сопровождение, выпущенное в виде отдельного четверного альбома, который был распространён компанией тиражом в 300 тысяч копий и добрался до четвёртого места японского музыкального чарта Oricon. Авторским составом журнала New Zealand PlayStation саундтрек назван самым запоминающимся из всех, какие им когда-либо приходилось слышать. В статье на сайте IGN обозреватели заметили, что своей большой популярностью игра во многом обязана именно «потрясающей» музыке, позже они поместили этот саундтрек на четвёртое место среди всех игр серии. Рецензия в GameSpot, наоборот, отзывается о музыке как о худшей стороне Final Fantasy VIII, при всём при том, они рекомендуют эти мелодии для прослушивания, считая их более качественными по сравнению с седьмой частью. Сайт Game Revolution отмечает, что на всём альбоме лишь несколько песен заслуживают внимания, в том числе «Eyes on Me», хоть и тривиальная, но одновременно очень красивая любовная баллада.
Порт игры для персонального компьютера получил значительно меньше положительных отзывов. По мнению ряда издательств, эта версия недалеко ушла от такой же портированной седьмой части, фоновые предварительно отрендеренные изображения по-прежнему выглядят размытыми, а управление с помощью клавиатуры подчас оказывается очень неудобным. Многие критики согласились в том, что игра совершено не использует возможности современных компьютеров, версия для PlayStation смотрится и звучит гораздо лучше, поэтому более предпочтительна для фанатов, чем ПК-версия. Автор статьи на UGO.com подверг релиз крайне негативной оценке, назвав само портирование ошибкой компании, поскольку из-за него резко ухудшилось общее мнение об игре в мире. Как следует из ревью журнала Computer Gaming World, порт получился «сырым и разочаровывающим», вместо исправления недостатков оригинала он лишь подчёркивает их. Тем не менее, отрицательная оценка не помешала редакции издания поставить Final Fantasy VIII на двадцатое место в списке лучших игр 2000 года. Отдельные обозреватели отыскали в ПК-версии и положительные моменты, например, по мнению журнала Maximum PC, многочисленные видеоролики, сделанные с использованием технологии FMV, «просто феноменальны».
Летом 2018 года, благодаря уязвимости в защите Steam Web API, стало известно, что точное количество пользователей сервиса Steam, которые играли в игру хотя бы один раз, составляет 581 505 человек.